# Hichem Mechichi
Hichem Mechichi (árabe: هشام المشيشي‎; Bou Salem, 1974) é um político da Tunísia. Foi primeiro-ministro da Tunísia de 2 de setembro de 2020 a 25 de julho de 2021. Mechichi ocupou o cargo de Ministro do Interior em 2020, antes de sua nomeação.
Hichem Mechichi possui mestrado em direito pela faculdade de direito e ciências políticas da Universidade El Manar de Tunis, e mestrado em direito, ciências políticas e administração pública pela Escola Nacional de Administração. É também ex-aluno do longo ciclo internacional, da promoção da República (2005-2007) da Escola Nacional de Administração da França, instituição que o homenageia através de seu site após sua nomeação como chefe de governo.
Foi membro da Comissão Nacional de Investigação sobre Corrupção e Desfalque, fundada em 2011 e presidida por Abdelfattah Amor. Em 2014, foi nomeado Chefe de Gabinete do Ministério dos Transportes, ocupando o mesmo cargo sucessivamente nos ministérios dos Assuntos Sociais e da Saúde Pública. Foi então Diretor Geral da Agência Nacional de Controle Sanitário e Ambiental de Produtos. Nomeado pelo Presidente Kaïs Saïed como seu primeiro assessor responsável pelos Assuntos Jurídicos, em 11 de fevereiro de 2020, foi nomeado no dia 27 do mesmo mês como Ministro do Interior do governo de Elyes Fakhfakh. Em 25 de julho de 2020, em meio a uma crise política, Saïed nomeou-o chefe de governo, com a missão de formar um governo em um mês e obter a confiança da Assembleia dos Representantes do Povo. Mais tarde, ele assumiu o cargo em 2 de setembro de 2020.
Foi demitido pelo presidente Kaïs Saïed a 25 de julho de 2021, na sequência de protestos contra o Movimento Ennahda, a crise económica e a gestão da pandemia de Covid-19, originando uma crise política.